# Liacarus flammeus
Liacarus flammeus är en kvalsterart som beskrevs av Aoki 1967. Liacarus flammeus ingår i släktet Liacarus och familjen Liacaridae. Inga underarter finns listade i Catalogue of Life.